# C.C. (personaggio)
C.C. (シー・ツー?, Shī Tsū, pronuncia "C Two") è un personaggio della serie televisiva anime Code Geass: Lelouch of the Rebellion, ideata dallo sceneggiatore televisivo Ichirō Ōkouchi e sviluppata graficamente dal gruppo di mangaka CLAMP. È l'intima complice del protagonista Lelouch e appare anche nei manga e nelle altre opere derivate dall'anime.

## Creazione e sviluppo
Secondo quanto dichiarato dallo sceneggiatore Ichirō Ōkouchi, inizialmente per Code Geass si era pensato ad un angelo che dispensa poteri, ma con l'introduzione del Geass il concetto di angelo stonava con tutto il resto, quindi venne sostituito dal personaggio di C.C. A vederla in televisione, ammette lo sceneggiatore, C.C. risulta un personaggio molto più arrogante di quello personalmente immaginato. Poiché C.C. è colei che dona i poteri, Ichirō riteneva che fosse naturale per lei trattare e comunicare con gli altri da un livello superiore.
Mokona delle CLAMP, character designer della serie, ha rivelato che, dovendo C.C. essere misteriosa, la concepì come una bambola. All'inizio, ha confessato, l'aveva vestita con tradizionali abiti giapponesi; per lei C.C. doveva essere una bisque doll (bambola occidentale fatta di ceramica) vestita di abiti nipponici, una figura con una presenza unica. La grande varietà delle espressioni facciali del personaggio, venne sviluppata da Kimura.

### Doppiaggio
Yukana, la doppiatrice originale di C.C., ricorda di essersi divertita lavorando a Code Geass. Prima della registrazione dell'episodio iniziale della serie televisiva, venne chiamata in studio insieme a Jun Fukuyama (doppiatore di Lelouch) per ricevere spiegazioni. La storia raccontata dal regista Gorō Taniguchi le fece prevedere un lavoro duro e divertente. Taniguchi spiegò attentamente la visione del mondo e l'idea generale, ma la registrazione iniziò senza che Yukana e Jun fossero a conoscenza delle informazioni personali sui personaggi o degli sviluppi delle cose. Yukana descrive uno stile di registrazione in cui i doppiatori non erano informati del prossimo sviluppo, che apprendevano solo dopo aver visto la sceneggiatura. Per la voce italiana fu scelta Alessia Amendola.

## Storia

### Code Geass: Lelouch of the Rebellion
C.C. viene introdotta quando emerge da una capsula di presunto gas tossico sequestrata all'esercito britanno dai ribelli giapponesi. Portata in salvo da Lelouch Lamperouge, difende il ragazzo dai soldati di Britannia, usando il suo corpo come scudo e prendendo in pieno il colpo che gli era destinato. Pur credendola morta, C.C. dona a Lelouch il potere del Geass, chiamato da lei "potere dei re", tale da fargli ottenere un grandissimo potere ma anche una profonda solitudine.
Riappare improvvisamente dopo essersi intrufolata in casa di Lelouch all'insaputa di quest'ultimo. Da qui in poi supervisiona passivamente Lelouch nelle sue missioni come Zero, cercando di tenerlo in vita e dandogli consigli sul corretto utilizzo del Geass, spesso arrivando addirittura ad indossare i suoi vestiti e a spacciarsi per lui. 
Quando l'esistenza di C.C. è rivelata ai Cavalieri Neri, viene ufficialmente riconosciuta come braccio destro di Zero e comincia ad instaurare con lui un rapporto sempre più intimo e profondo. Il suo atteggiamento ostinato, tuttavia, e la mancanza di un funzionario distacco infastidisce alcuni membri veterani dell'ordine. Ad un certo punto, l'irruento Tamaki si spinge fino ad accusarla di essere un membro dei Cavalieri Neri solo perché lei è "la donna di Zero", un'affermazione che lei nega freddamente.
C.C. usa il Gawain durante la battaglia contro Jeremiah Gottwald, permettendo così a Lelouch di salvare la sorella, rapita da V.V. durante la Black Rebellion. Si trascina assieme al vecchio leader dei puristi giù per il fondo dell'oceano per porre fine alla battaglia.

### Code Geass: Lelouch of the Rebellion R2
Quasi un anno dopo la fallita Black Rebellion, C.C. sembra essere divenuta il capo effettivo dei Cavalieri Neri. Lei e il resto dei sopravvissuti dell'Ordine tenta di avviare un'operazione per sbloccare la memoria di Lelouch, immemore delle sue gesta come Zero a causa del sigillo imposto dall'imperatore Charles Zi Britannia. Nonostante Lelouch sia costantemente sorvegliato dai servizi segreti, C.C. riesce nel suo intento, ristabilendo i vecchi rapporti e riconsegnando il potere a Lelouch.
Il suo passato è rivelato a Lelouch dopo che viene trasportato alla Spada di Akasha per affrontare l'Imperatore. Si scopre che in un tempo remoto, probabilmente nel XVII secolo, C.C. era una piccola schiavetta orfana, alla quale fu donato il Geass da una monaca. Dopo averle donato il Geass, la monaca si fa uccidere da C.C., donando così una drammatica immortalità a quest'ultima, avendo rispettato i termini del contratto da loro instaurato. Per salvare Lelouch nelle grinfie dell'imperatore, C.C. decide di farsi uccidere da questo, così salvando il ragazzo. Lelouch, tuttavia, si rifiuta di lasciarla morire infelice e la salva, ma lei perde i suoi ricordi di Geass e riprende la sua personalità originale, quella ovvero di un'infelice schiavetta. 
Dopo la sua perdita di memoria, C.C. resta nell'abitazione di Lelouch, credendo che fosse il suo padrone. Marianne, possedendo il corpo di Anya Alstreim, individua C.C. e risveglia i suoi ricordi. Parte poi con lei verso l'isola di Kamine e assiste assieme a Suzaku alla vittoria di Lelouch sull'imperatore. Diventato imperatore, Lelouch mantiene saldi rapporti con C.C., la quale rimane uno dei suoi alleati più fedeli. Durante l'ultima battaglia C.C. difende più volte Lelouch, permettendogli molte volte di scappare. Dopo la vittoria di Lelouch, C.C. si allontana dal ragazzo, tuttavia a conoscenza dei dettagli dello "Zero Requiem".
Durante l'epilogo, C.C. si vede in giro per il paesaggio nel retro di un carro. Lei riflette su come il Geass dovrebbe portare la solitudine, eppure Lelouch ha dimostrato che non è del tutto vero. Con la consapevolezza che Lelouch non la odi per avergli dato il Geass, è ora in grado di esprimere i suoi veri sentimenti.

### Code Geass: Akito the Exiled
In Code Geass: Akito the Exiled C.C. salva Leila da un lago ghiacciato e le dona il Geass.

## Descrizione
C.C. occupa un ruolo importante nella storia, di cui è anche l'osservatrice: all'inizio di quasi tutti gli episodi la sua voce riassume e commenta imparzialmente i fatti accaduti.
C.C. è un essere immortale e possiede il potere della guarigione istantanea delle ferite. Oltre alla sua immortalità, C.C. ha la capacità di conferire il potere del Geass, che si manifesta diversamente in ogni persona, ma svolge generalmente la capacità di influenzare le menti di coloro su cui viene utilizzato. Un sigillo a forma del simbolo del Geass appare sulla sua fronte ogni volta che si manifesta tale potere, e ha una cicatrice simile sul seno sinistro. I suoi poteri catturano l'interesse di Britannia, che decide di catturarla a fini di sperimentazione. Prima di diventare immortale, C.C. ottiene il Geass da una suora probabilmente nel XVII secolo. Il potere donatole le concedeva di "essere amata", cosa che le ha permesso di rendere chiunque attratto da lei. Con il passare del tempo C.C. rende totalmente attivo il suo potere (abilita entrambi gli occhi) e quindi non è in grado di disattivarlo a suo piacimento. Inevitabilmente diventa annoiata da una società che ruota intorno a lei. In seguito C.C. perderà tale potere in quanto la suora, desiderosa di cessare di vivere, le cede il suo Code liberandosi dalla sua eterna non-vita e "trasferendo" tale dono\maledizione a C.C. Ha un sigillo a forma del simbolo del Geass sulla sua fronte che diventa rosso quando si attiva.
C.C. nacque probabilmente durante il Medioevo, ma la sua età, come quella biologica, è sconosciuta. Il suo vero nome è un altro mistero, solo Lelouch lo conosce. C.C. ha scelto uno pseudonimo volontariamente disumano. La lunga esperienza di vita l'ha portata ad attraversare numerosi momenti difficili, rendendola un individuo distaccato, con poco interesse per le altre persone. Nei confronti di Lelouch, che da subito le appare interessante, con cui ha intimità e del quale si innamora, la ragazza lascia trapelare un aspetto più dolce della sua personalità. Avendo ormai da tempo rinnegato il proprio lato umano, non riesce bene a distinguere i suoi sentimenti amorosi, mai provati prima, fino alla fine della serie, nonostante cominci presto a provare gelosia nei confronti di Lelouch, a cui a volte dimostra il suo affetto, arrivando a baciarlo sentimentalmente, in un momento di preoccupazione per lui. I compagni dell'Ordine dei Cavalieri Neri notano la vicinanza della donna al capo, Zero, dietro la cui maschera si nasconde Lelouch, e intuiscono che C.C. ha una relazione fisica con lui. Dopo che scoprono la vera identità di Zero, costretto a smascherarsi e a lasciare l'Ordine, C.C. si allontana per unirsi al complice, in seguito alla cui scomparsa, nel finale dell'anime, fa perdere le proprie tracce. Lelouch sviluppa per C.C. sentimenti evidentemente diversi dall'amicizia, ma, come l'alleata, lo ammette a se stesso solo alla fine della serie. Nel lungometraggio Code Geass: Lelouch of the Re;surrection, sequel della trilogia cinematografica di film riassuntivi e talvolta alternativi, Lelouch, suggerendole di chiamarlo "L.L." (simile a "C.C."), arriva a farle in modo singolare una proposta importante. C.C. diviene la sua compagna di vita, accettando gioiosamente l'invito. 
C.C. ha un debole per la pizza, in particolare per quella con formaggio e tabasco della catena Pizza Hut. Spesso, infatti, la si vede mangiarla, oppure ordinarla, talvolta dando luogo a momenti comici.

## Altri media
C.C. appare come personaggio non giocabile nel videogioco per PlayStation 2 e PlayStation Portable Code Geass: Lost Colors ed insieme ad altri personaggi nei videogiochi Another Century's Episode: R e Super Robot Wars Z 2 Hakai-Hen. Nel musical uscito ad aprile 2012 è interpretata da Mio Akaba. 
Nell'adattamento a fumetti della serie animata e nel manga Suzaku of the Counterattack la storia di C.C. è essenzialmente uguale a quella dell'anime. Maggiori differenze si trovano invece nella serie spin-off Nigthmere of Nunnally: in questa realtà imprigionato con C.C. c'era anche il misterioso Nemo (colui in questo fumetto darà il Geass a Nunnally) e ad uccidere Genbu Kururugi fu proprio C.C. e non Suzaku (come nella continuity dell'anime) per proteggere Lelouch e Nunnally dalla decisione del primo ministro giapponese di ucciderli. In questo manga si scopre inoltre che durante la Guerra dei cent'anni C.C. (allora detta "La strega di Britannia") era stata rivale di Giovanna d'Arco.
Nell'OAV Nunnally in Wonderland, C.C. appare nel ruolo del Gatto del Cheshire all'interno del sogno di Leolouch.

## Accoglienza
Nel periodo di trasmissione di Code Geass, i lettori della rivista giapponese Animage hanno votato C.C. al terzo posto come il miglior personaggio anime femminile dell'anno Anime Grand Prix nel 2006, e al primo nel 2007 e nel 2008. Newtype le ha assegnato la prima posizione nel 2007.